# THE SECRET OF KIERUMAKYU 大リーグボール2号のひみつ
THE SECRET OF KIERUMAKYU 大リーグボール2号のひみつ(ザ・シークレット・オブ・キエルマキュウ だいリーグボール2ごうのひみつ)は、キエるマキュウの2枚目のベストアルバム（全体のアルバムとしては7枚目）。ザ・ベスト・オブ・キエるマキュウ 大リーグボール2号のひみつと表記されることもある。

## 概要
- 今作はキエるマキュウとしては2枚目となるベストアルバムである。前作「明日に向かって撃て!」以来約3ヶ月置いて発売されたアルバムとなった。
- CDのジャケットはタイトルからも見て分かるとおり、漫画「巨人の星」をオマージュしたものとなっている。
- 今作も前作の「明日に向かって撃て!」と同じく、ILLICIT TSUBOIによって完全リエディット・リトラックダウンされているほか、今までマキュウの全ての作品を担当してきたリック・エシッグによってニューヨーク・ リマスターも施されている。
- 初回特典には前回・今回のベストに惜しくも漏れてしまった曲や「キエるマキュウ」のエレメントとなる様々な楽曲を収録したインストMIX CDが付属している。
- 前作同様、発売の際、初回限定盤を購入するとアルバム・ジャケットをモチーフにしたTshirtが貰えた（disk unionではT-shirtの他にパーカーも選ぶことができた）。また、disk union限定カラーはブラック、WENOD限定カラーはホワイトとこちらも前作と同じく購入する店舗によって色分けがなされていた。
- 2014年12月24日、CDとは異なるデザインの直筆ナンバリング入りゲートフォルド・スリーヴに、歌詞カードが封入された3枚組アナログLPが350枚限定で発売される。

## 収録曲
1. イントロ
2. Mawase Roulette
4thアルバム「HAKONIWA」収録。
3. バットウカスミ斬り
1stアルバム「TRICK ART」収録。
4. 勘違いブラザーズ
3rdアルバム「THE PEEP SHOW (SUPER FREAK)」収録。
5. 土曜日の実験室
1stアルバム「TRICK ART」収録。
6. マネーメリーゴーランド
2ndアルバム「マネーメリーゴーランド」収録。
7. レシーブ
3rdアルバム「THE PEEP SHOW (SUPER FREAK)」収録。
8. ナンジャイ
1stアルバム「TRICK ART」収録。
9. CHECK
2ndアルバム「マネーメリーゴーランド」収録。
10. ICE CUBE
2ndアルバム「マネーメリーゴーランド」収録。
11. パズル
ミニアルバム「失恋ヘビー級」収録。
12. 大江戸捜査網
2ndアルバム「マネーメリーゴーランド」収録。
13. Fade Away
3rdアルバム「THE PEEP SHOW (SUPER FREAK)」収録。
14. 透明な目
3rdアルバム「THE PEEP SHOW (SUPER FREAK)」収録。
15. 第三ノ忍者
1stアルバム「TRICK ART」収録。
16. Hakoniwa
4thアルバム「HAKONIWA」収録。
17. サムガールズ
3rdアルバム「THE PEEP SHOW (SUPER FREAK)」収録。
18. 非常口
ミニアルバム「失恋ヘビー級」/3rdアルバム「THE PEEP SHOW (SUPER FREAK)」収録。
19. DO THE HANDSOME
2ndアルバム「マネーメリーゴーランド」収録。
20. アウトロ

## MIX CD
- 収録内容
  - 前回・今回のベストに惜しくも漏れてしまった曲や「キエるマキュウ」のエレメントとなる様々な楽曲のインストを収録。
  - 収録時間は1時間を超える。